# Berkelium(III)-bromid
Berkelium(III)-bromid ist ein Bromid des künstlichen Elements und Actinoids Berkelium mit der Summenformel BkBr3. In diesem Salz tritt Berkelium in der Oxidationsstufe +3 auf.

## Eigenschaften
Berkelium(III)-bromid kristallisiert bei niedrigen Temperaturen im PuBr3-Typ, das Kristallsystem ist orthorhombisch mit a = 403 pm, b = 1271 pm und c = 912 pm. Bei höheren Temperaturen kristallisiert es im AlCl3-Typ, das Kristallsystem ist monoklin mit a = 723 pm, b = 1253 pm, c = 683 pm und β = 110,6°.